# Henryk Kiepura
Henryk Kiepura (ur. 10 listopada 1969 w Kłobucku) – polski polityk, prawnik i samorządowiec, w latach 2014–2023 starosta powiatu kłobuckiego, poseł na Sejm X kadencji, od 2023 wiceminister edukacji w randze sekretarza stanu.

## Życiorys
Z wykształcenia prawnik, absolwent Uniwersytetu Śląskiego w Katowicach, ukończył także studia podyplomowe z zakresu funduszy Unii Europejskiej na Uniwersytecie Łódzkim oraz MBA w Collegium Humanum – Szkole Głównej Menedżerskiej w Warszawie. Był członkiem władz wojewódzkim i krajowych Związku Młodzieży Wiejskiej. Działacz ochotniczej straży pożarnej, obejmował funkcje prezesa oddziału powiatowego oraz wiceprezesa zarządu oddziału wojewódzkiego ZOSP RP. W 2022 stanął na czele wojewódzkich struktur związku. Pracował w TVP, do 2006 kierował redakcją tej stacji w Częstochowie.
W 1998 wstąpił do Polskiego Stronnictwa Ludowego. Został prezesem PSL w powiecie kłobuckim, pełnił funkcję przewodniczącego głównej komisji rewizyjnej partii. W wyborach samorządowych w 2006 został wybrany na radnego powiatu kłobuckiego (otrzymał 907 głosów). Mandat radnego uzyskiwał na kolejne kadencje w 2010 (695 głosów), 2014 (960 głosów) i 2018 (1393 głosy).
W grudniu 2010 został wicestarostą powiatu kłobuckiego. W grudniu 2014 objął urząd starosty tego powiatu. Utrzymał to stanowisko również po wyborach samorządowych w 2018. W styczniu 2019 został wiceprzewodniczącym śląskiego konwentu powiatów.
Bez powodzenia ubiegał się o mandat senatora w wyborach w 2005 oraz w powtórzonych w tym okręgu wyborach w 2006. Bezskutecznie kandydował do Sejmu w 2007, 2011, 2015 i 2019, a także do Europarlamentu w 2019 i 2024.
W listopadzie 2021 został wybrany na przewodniczącego PSL w województwie śląskim. W wyborach parlamentarnych w 2023 kandydował do Sejmu w okręgu częstochowskim jako lider listy koalicji Trzecia Droga; uzyskał mandat posła X kadencji z wynikiem 20 665 głosów. W grudniu tego samego roku został powołany na stanowisko sekretarza stanu w Ministerstwie Edukacji i Nauki (od stycznia 2024 jako sekretarz stanu w wydzielonym Ministerstwie Edukacji Narodowej).